# Charinus belizensis
Charinus belizensis (лат.) — вид паукообразных семейства Charinidae из отряда фринов (Amblypygi). Название происходит от места обнаружения (Белиз).

## Распространение
Северная Америка: Белиз. Населяет разлагающиеся части упавших брёвен и заброшенные термитники в широколиственных лесах; собраны вместе со скорпионами Diplocentrus maya (Diplocentridae) и многоножками отряда Platydesmida. В одной полости бревна было собрано несколько особей, что свидетельствует о некоторой толерантности к сородичам. Было замечено, что этот вид охотится на мелких насекомых и пауков внутри бревна.

## Описание
Этот вид отличается от других карибских и центральноамериканских представителей рода Charinus по следующей комбинации признаков: срединные глаза и глазной бугорок отсутствуют; гоноподы подушковидные; хелицеральный коготь с четырьмя зубцами; бугорки раздвоенного зубца базального хелицерального сегмента с дорсальной и вентральной проекциями равного размера; голень I пары ног с 23 элементами; лапка I с 41 члеником, длина первого членика лапки ноги I в три или четыре раза больше, чем длина второго членика. Боковые глаза расположены от латерального края карапакса по крайней мере на расстоянии в три раза больше диаметра одного оцеллия, с щетинкой позади латеральной глазной триады. Вертлуг педипальп с двумя вентральными шипами (спинной шип отсутствует); голень педипальпы с двумя спинными и одним брюшным шипами; вентральный шип на голени педипальпы расположен дистально.